# Ronnie Laws
Ronnie Laws es un saxofonista estadounidense de R&B y funk del exitoso grupo Earth, Wind & Fire de los años 70.  

## Biografía
Nacido en Houston (Texas) el 3 de octubre de 1950, Ronnie Laws es el tercer hijo de una familia de músicos que incluye a su hermano mayor Hubert Laws y a sus hermanas, las cantantes Eloise y Debra. Músico autodidacta, Laws comenzó a tocar el saxofón con 11 años, cuando a raíz de una lesión ocular decidió aparcar su sueño de dedicarse al fútbol profesional. Comienza a estudiar música a su ingreso en la High School y completa sus estudios en la Texas Southern University, tras lo cual se dirige en 1970 a Los Ángeles. En esa ciudad encuentra trabajo bajo los auspicios de los Jazz Crusaders, con quienes ya trabajaba su hermano Hubert, pero Ronnie sigue estudiando bajo la dirección del pianista Walter Bishop Jr. y el organista Doug Cann. Durante dos años es miembro de Earth Wind & Fire, y tras su paso por la famosa banda, comienza su carrera en solitario.
Con la ayuda de Donald Byrd y Wayne Henderson edita en 1975 su álbum debut, Pressure Sensitive, un disco de clara orientación comercial que contiene el clásico Always There. El disco se convierte en el álbum más vendido en los 42 años de historia de la Blue Note Records, y es seguido un año más tarde, por Fever, también producido por Henderson. En Friends & Strangers (1977), Flame (1978) y Every Generation (1980), el músico se va introduciendo progresivamente como cantante, y la voz será ya predominante en Solid Ground (Liberty Records, 1981) y Mr Nice Guy (Capitol Records, 1982). En 1986 firma con CBS para editar Mirror Town (1986) y All Day Rhythm (1987), justo antes de publicar True Spirit (1990) e Identity (1990), ya con el sello Ata Records.
La década de 1990 asiste a la publicación de varios álbumes entre los que destaca Portrait of the Isley Brothers, Harvest For The World, un homenaje a los Isley Brothers publicado en 1998 de nuevo con Blue Note. Desde entonces el músico continúa desarrollando una serie de trabajos discográficos tanto a su nombre, como en colaboración con otros artistas.

## Estilo y valoración
Poseedor de un buen sonido al tenor, Ronnie Laws nunca ha querido apostar por una carrera como músico de jazz. Su trayectoria, que incluye colaboraciones con Quincy Jones, Ramsey Lewis, Earth, Wind & Fire o su propio hermano, lo sitúan esencialmente como un músico de R&B, y los discos que ha editado bajo su nombre, de gran éxito comercial, no han resultado de interés para la comunidad jazzística.

## Colaboraciones
Ronnie Laws ha colaborado con Alphonse Mouzon (The Sky Is The Limit), Ramsey Lewis (Tequila Mockingbird), Arthur Adams (Home Brew), Howard Hewett (This Time), Sister Sledge (Once In Your Life), David Sea, Jeff Lorber, Quincy Jones, Ramsey Lewis o Earth, Wind & Fire, entre otros muchos artistas.

## Discografía
| Año  | Título                                             | Sello                     |
| ---- | -------------------------------------------------- | ------------------------- |
| 1975 | Pressure Sensitive                                 | Blue Note                 |
| 1976 | Fever                                              | Blue Note                 |
| 1977 | Friends & Strangers                                | Blue Note, United Artists |
| 1978 | Flame                                              | United Artists            |
| 1980 | Every Generation                                   | Liberty, United Artists   |
| 1981 | Solid Ground                                       | Liberty                   |
| 1982 | Mr. Nice Guy                                       | Liberty, United Artists   |
| 1984 | Classic Masters                                    | Liberty, United Artists   |
| 1986 | Mirror Town                                        | Columbia                  |
| 1987 | All Day Rhythm                                     | Columbia                  |
| 1989 | True Spirit                                        | Par                       |
| 1990 | Identity                                           | ARD                       |
| 1992 | Deep Soul                                          | Par                       |
| 1995 | Brotherhood                                        | Intuition                 |
| 1995 | Pressure                                           | ARG                       |
| 1995 | Natural Laws                                       | Right Stuff               |
| 1996 | Tribute to Legendary Eddie Harris                  | Blue Note                 |
| 1998 | Portrait of the The Isley Brothers: Harvest for... | Blue Note                 |
| 2000 | Dream A Little                                     | HDH                       |
| 2001 | Ronnie Laws Live                                   | Scepterstein              |
| 2004 | Everlasting                                        | HDH                       |
| 2009 | Voices In The Water                                | Century 22 Productions    |